# Oratorio di San Giuseppe (Firenze)
L'oratorio di San Giuseppe è una chiesetta situata in via Sant'Antonino, nel centro storico di Firenze a pochi passi dalla stazione di Santa Maria Novella e il mercato centrale. A Firenze sono dedicate a san Giuseppe anche la parrocchia di San Giuseppe e una chiesa minore in via Santa Caterina d'Alessandria.

## Storia e descrizione
Detto anche della Divina Incarnazione, faceva parte del convento delle montalve, le minime ancelle della Santissima Trinità, e venne costruito nel 1646 con una semplice facciata col portale fiancheggiato da due finestre ovali. Dopo la soppressione del complesso religioso nel 1780, le montalve furono trasferite al monastero di Sant'Agata in via San Gallo, poi a quello di San Jacopo in via della Scala e infine a villa La Quiete, in via di Boldrone, dove ancora oggi esiste la chiesa delle Suore Montalve.
All'angolo con via Faenza un bel tabernacolo è dedicato alla  Vergine Annunciata, come si legge nel cartiglio. Opera di un pittore fiorentino del '300, è inserito in una cornice in pietra serena e decorazione a stucco con angeli in rilievo.

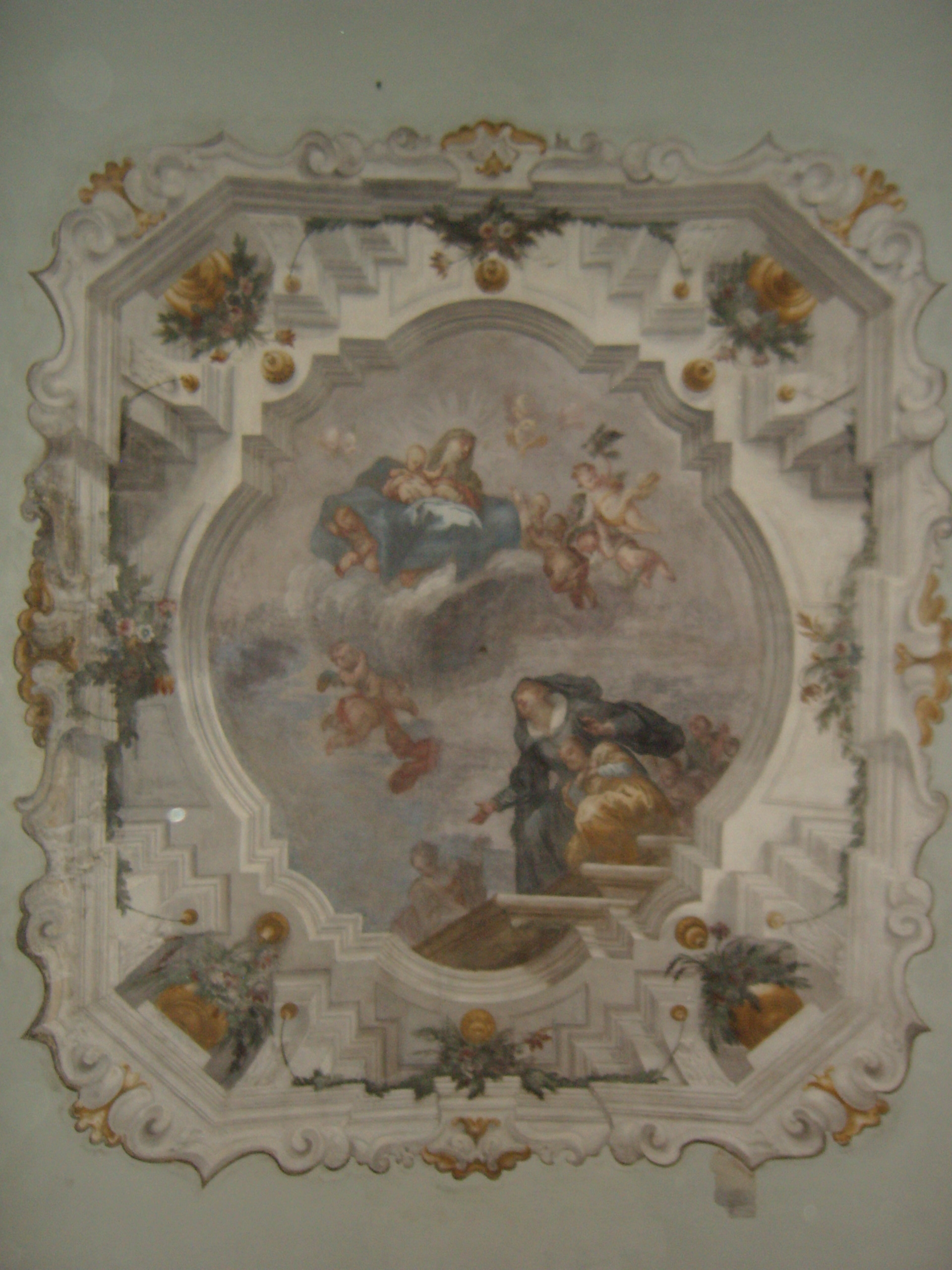
Il soffitto dell'oratorio di San Giuseppe (Eleonora Ramirez de Montalvo presenta alla Vergine le sue ancelle, 1717)
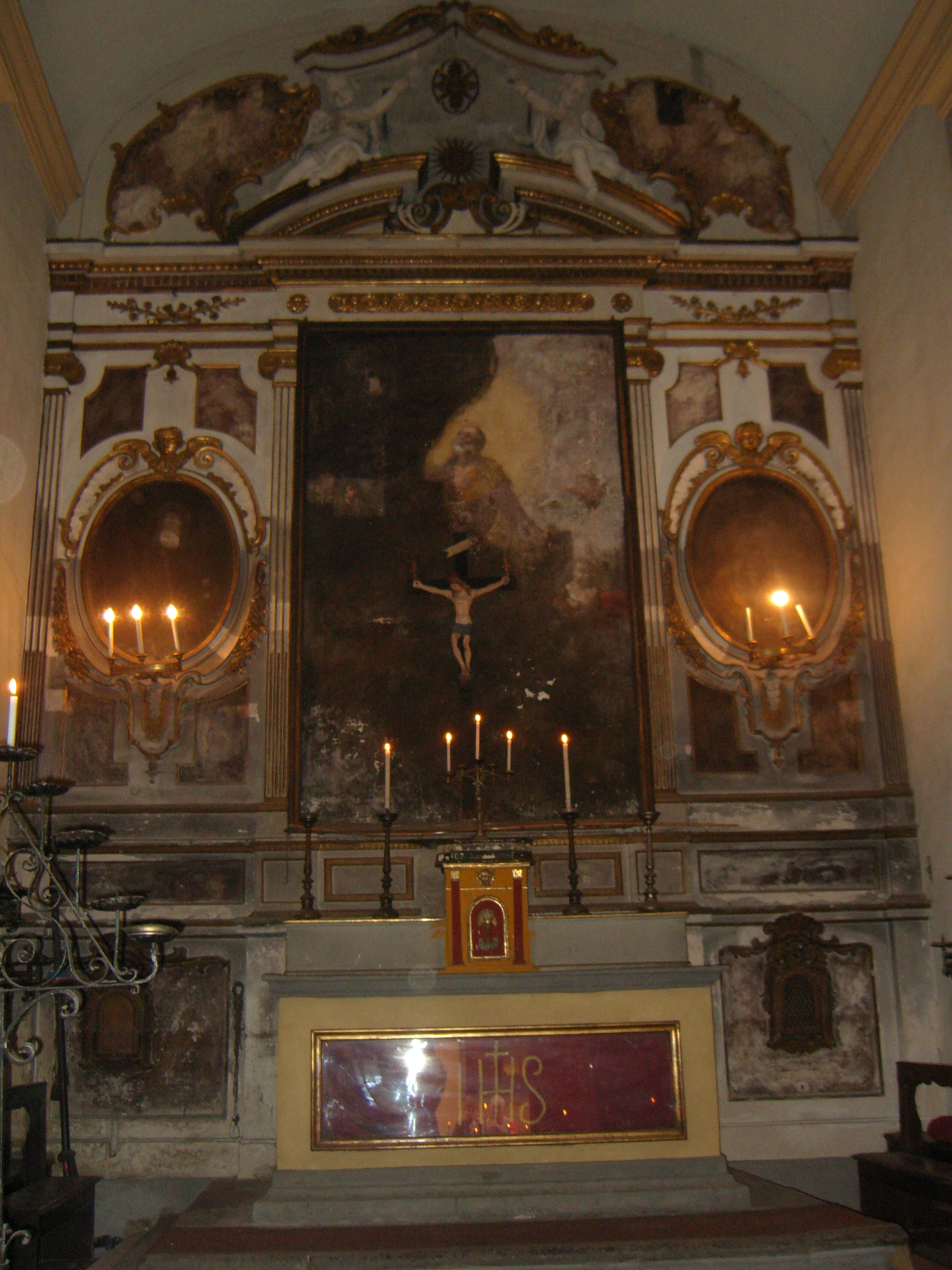
La parete d'altare
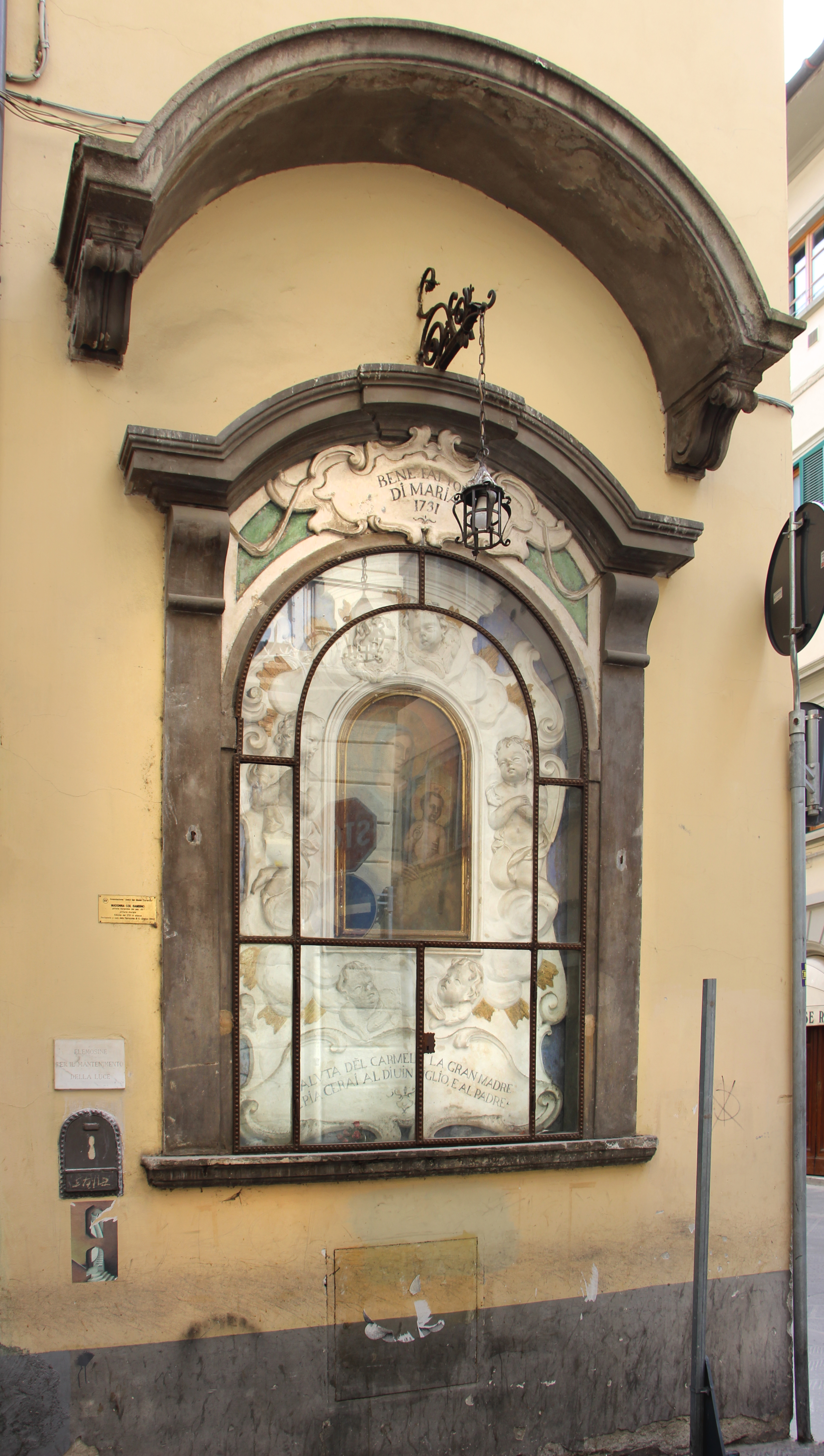
Il tabernacolo di via Sant'Antonino